# طرحی سیستم قدرت به کمک رایانه
در مهندسی قدرت power systems CAD نرم‌افزار طراحی به کمک کامپیوتر (CAD) است که برای طراحی و شبیه‌سازی سیستم قدرت در ساختمان‌های تجاری و صنعتی استفاده می‌شود.
PSCAD توسط مهندسین سیستم‌های برق مورد استفاده قرار می‌گیرد. در ایالات متحده به تنهایی سیستم‌های قدرت تجارتی ۱۰۰ میلیارد دلاری می‌باشد. ابزارهای PSCAD بهره‌وری، کارایی و اثربخشی سیستم‌های الکتریکی طراحی شده را با ارائه یک طرح پایه ای و امکان تست آن بهبود می‌بخشد.

## محاسبات و شبیه‌سازی
چندین محاسبات مهندسی برق و آزمایش‌ها می‌تواند بر روی یک مدل PSCAD انجام شود، از جمله:
- تجزیه و تحلیل اتصال کوتاه
  - هماهنگی دستگاه محافظ
- مطالعات پخش بار
- قابلیت اطمینان سیستم قدرت
- تحلیل گذرای الکترومغناطیسی
- برآورد پارامترهای موتور القایی
- پارامترهای خط انتقال
- بهینه‌سازی سیستم قدرت
- طراحی شبکه و پست برق